# Clínica de Atención Preventiva del Viajero
Clínica de Atención Preventiva del Viajero es una unidad mixta de servicio, investigación y docencia que depende de la División de Investigación de la Facultad de Medicina de la UNAM, fundada el 30 de agosto de 2011 en la terminal 2 del Aeropuerto Internacional de la Ciudad de México. Es considerada la segunda clínica del viajero establecida en México y funciona bajo un modelo público autosustentable que dedica más del 95% de su actividad a la medicina preventiva. Cuenta con los únicos médicos certificados en medicina del viajero del país por la Sociedad Internacional de Medicina del Viajero.

## Historia
En el año 2010 el director de la Facultad de Medicina en turno, Dr. Enrique Graue Wiechers, crea por medio de la División de Investigación la Unidad Mixta de servicio, investigación y docencia "Clínica de Atención Preventiva del Viajero" (CAPV). En consecuencia la Universidad Nacional Autónoma de México y el Aeropuerto Internacional de la Ciudad de México celebraron un convenio de colaboración para ocupar un espacio en la Terminal 2 de 106m² en donde se encuentra ubicada actualmente la primera sede.
El 30 de agosto de 2011 fue inaugurada
El 2 de septiembre de 2014 la Facultad de Medicina y el Instituto Nacional de Ciencias Médicas y Nutrición "Salvador Zubirán" firmaron un convenio de colaboración para vincular la primera Clínica del Viajero de México
El 16 de mayo de 2016 el director de la Facultad de Medicina, Germán Fajardo Dolci, inauguró la segunda sede de la CAPV ubicada en la Unidad de Atención Médica de Alta Especialidad (UAMAE) dentro de Ciudad Universitaria.
El 24 de abril de 2020 ante la emergencia sanitaria del COVID19 y el creciente número de casos en la Ciudad de México promovió la creación del Centro de Diagnóstico COVID en alianza con el Laboratorio de Investigación en Enfermedades Infecciosas de la División de Investigación y el Departamento de Informática Biomédica, ambas dependientes de la Facultad de Medicina. El proyecto recibió un gran apoyo por parte del Aeropuerto Internacional de la Ciudad de México y el Instituto de Oftalmología Conde de Valenciana.
El 29 de junio de 2021, en medio de un repunte de casos de COVID19 y ante los preparativos para el retorno a las actividades escolares en México, se reabre la sede de la Clínica de Ciudad Universitaria en el Centro de Enseñanza Para Extranjeros (CEPE) con la finalidad de fortalecer la vigilancia epidemiológica de enfermedades relacionadas con el viaje para la recepción de estudiantes extranjeros y mexicanos con movilidad internacional.

## Investigación
| Nombre de la Investigación                                                                  | Descripción del estudio | Fecha del estudio             | Lugar del estudio |
| ------------------------------------------------------------------------------------------- | --- | ----------------------------- | --- |
| Farmacovigilancia                                                                           | Identificar la tasa de efectos adversos posteriores a la vacunación y dar seguimiento oportuno en caso de presentar algún síntoma grave.                                                                     | Agosto 2011 a la fecha        | Correo electrónico |
| Trombosis venosa relacionada al vuelo.                                                      | Identificar los factores de riesgo para presentar una trombosis venosa en viajeros relacionado con vuelos con duración mayor o igual 8 horas de duración.                                                    | Julio 2014 a julio de 2015    | Aeropuerto Internacional de la Ciudad de México                                                                       |
| Expatriados mexicanos                                                                       | Evaluación de la salud mental en los mexicanos durante su estancia en el extranjero y asesoría médica por teleconferencia en caso de diagnosticar depresión, ansiedad y problemas con la ingesta de alcohol. | Febrero 2013 a marzo de 2020  | Aeropuerto Internacional de la Ciudad de México y Ciudad Universitaria, vía correo electrónico                        |
| Programa de Repatriación al Interior de México                                              | Brindar atención a los mexicanos que regresan de EEUUA en colaboración con otras dependencias gubernamentales, con la finalidad de evaluar la salud mental durante el proceso de repatriación.               | Agosto 2014 a marzo de 2020   | Aeropuerto Internacional de la Ciudad de México                                                                       |
| Tuberculosis y enfermedades de transmisión sexual en estudiantes de movilidad internacional | Determinar la prevalencia de tuberculosis latente, virus de inmunodeficiencia humana, heaptitis C y sífilis en los estudiantes de movilidad internacional entrantes                                          | Agosto 2018 a octubre de 2018 | Ciudad Universitaria                                                                                                  |
| Centro de Diagnóstico COVID 19                                                              | Ofrecer un servicio integral de diagnóstico que cumpla con los requerimientos internacionales para viajar.                                                                                                   | Marzo 2020 a la fecha         | Aeropuerto Internacional de la Ciudad de México, Instituto de Oftalmología Conde de Valenciana y Ciudad Universitaria |